# Doppelgitarre

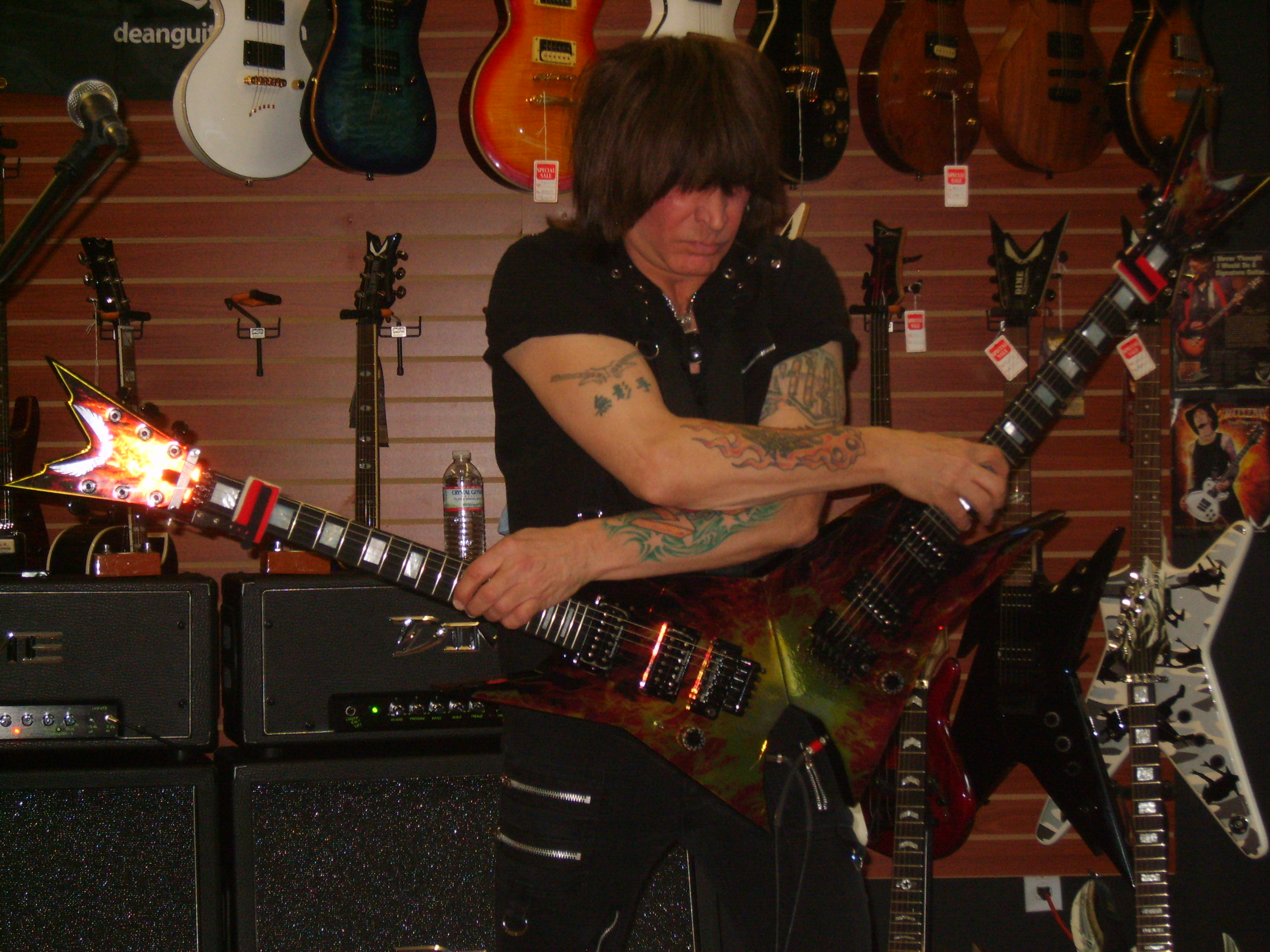
Michael Angelo Batio mit einer Doppelgitarre

Die Doppelgitarre ist unter anderem eine spezielle Abwandlung der mehrhälsigen E-Gitarre. Entwickelt wurde sie vom Gitarristen Michael Angelo Batio. Sie erlaubt es, mit je einer Hand auf einem linksgelegenen und einem rechtsgelegenen Hals zu spielen. Grundvoraussetzung hierfür ist das Tapping. Teilweise lassen sich extreme bis ins Exzentrische übertriebene virtuose Spielarten auf dieser Gitarre verwirklichen.

## Bekannte Gitarristen

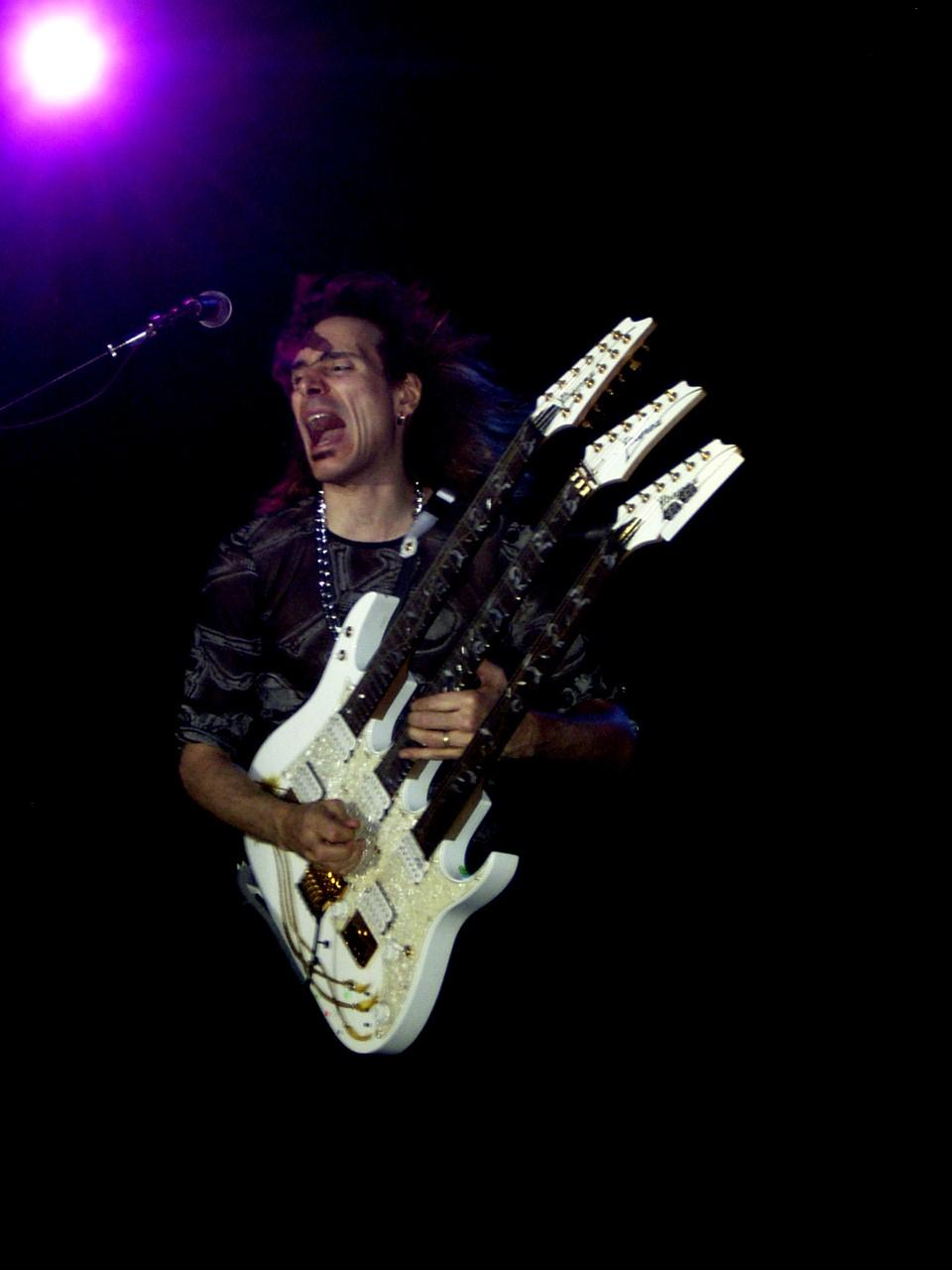
Steve Vai mit 3-halsiger E-Gitarre

Steve Vai nutzte auf einem Konzert eine E-Gitarre mit Korpus in Herzform und zwei rechtwinklig abgehenden Hälsen, bei einem anderen G3-Konzert verwendete Vai eine 3-halsige Gitarre; bei ihr liegen alle drei Hälse parallel.